# Social Network – A közösségi háló
A Social Network – A közösségi háló (The Social Network) 2010-ben bemutatott  amerikai filmdráma, David Fincher rendezésében. A Facebook közösségi oldal alapításáról, indulásáról szól Jesse Eisenberg, Andrew Garfield, Justin Timberlake, Brenda Song, Max Minghella, Rooney Mara és Armie Hammer közreműködésével.
Ben Mezrich 2009-es Accidental Billionaires („Véletlenül milliárdosok”) című tényregényéből készült Aaron Sorkin adaptációja. Senki nem volt bevonva a Facebook munkatársai közül a film elkészítésébe, Mark Zuckerberg sem, bár az alapítók egyike, Eduardo Saverin egyszer konzultált a Mezrich történettel kapcsolatban. A forgalmazó a Columbia Pictures.

## Szereposztás
| Karakter                              | Színész            | Magyar hang (2010–2011) |
| ------------------------------------- | ------------------ | ----------------------- |
| Mark Zuckerberg                       | Jesse Eisenberg    | Kovács Lehel            |
| Eduardo Saverin                       | Andrew Garfield    | Csőre Gábor             |
| Sean Parker                           | Justin Timberlake  | Géczi Zoltán            |
| Cameron Winklevoss / Tyler Winklevoss | Armie Hammer       | Simon Kornél            |
| Divya Narendra                        | Max Minghella      | Hamvas Dániel           |
| Christy                               | Brenda Song        | Bogdányi Titanilla      |
| Marylin Delpy                         | Rashida Jones      | Nemes Takách Kata       |
| Sy                                    | John Getz          | Forgács Gábor           |
| Gage                                  | David Selby        | Orosz István            |
| Gretchen                              | Denise Grayson     | Csere Ágnes             |
| Larry Summers                         | Douglas Urbanski   | Cs. Németh Lajos        |
| Erica Albright                        | Rooney Mara        | Csuha Borbála           |
| Dustin Moskovitz                      | Joseph Mazzello    | Szvetlov Balázs         |
| Laura                                 | Aria Noelle Curzon |                         |
| Mr. Cox                               | Barry Livingston   | Törköly Levente         |
| Mrs. Cox                              | Marybeth Massett   |                         |
| A Phoenix Klub elnöke                 | Dustin Fitzsimons  |                         |
| Billy Olsen                           | Bryan Barter       | Gacsal Ádám             |
| Alice Cantwell                        | Malese Jow         |                         |
| WC előtt várakozó fiú                 | Josh Pence         |                         |
| Mr. Edwards                           | Calvin Dean        |                         |
| Albert herceg                         | James Shanklin     | Tarján Péter            |
| Mr. Kenwright                         | Oliver Muirhead    | Orosz István            |
| Peter Thiel                           | Wallace Langham    | Seder Gábor             |
| Thiel titkárnője                      | Cayman Grant       |                         |
| Howard Winklevoss                     | John Hayden        | Jakab Csaba             |
| Facebook-ügyvéd                       | Peter Holden       | Kardos Róbert           |
| Facebook-ügyvéd                       | Darin Cooper       | Haás Vander Péter       |
| Maurice                               | Scott Lawrence     | Nagy Ervin              |
| Chris Hughes                          | Patrick Mapel      | Molnár Levente          |
| Rendőr                                | Franco Vega        | Király Attila           |
| Jegyzőkönyvvezető                     | Carrie Armstrong   | Sági Tímea              |
| Bizottsági elnöknő                    | Pamela Roylance    | Takács Andrea           |
| Professzor                            | Brian Palermo      | Tarján Péter            |
| Bill Gates                            | Steve Sires        | Imre István             |
| Vikram                                | Abhi Sinha         | Berkes Bence            |
| Ashleigh                              | Caitlin Gerard     | Mánya Zsófi             |